# 87 Hackford Road
87 Hackford Road é um desenho de Vincent van Gogh que retrata a casa nº 87 da Rua Hackford, em Stockwell. Lá o pintor viveu no período em que trabalhou em Londres. A obra só foi reconhecida como de Van Gogh em 1973.

## Antecedentes
Em agosto de 1873, Van Gogh hospedou-se na casa de Ursula Loyer, que vivia com a filha Eugenie no nº 87 da Rua Hackford, em Brixton, enquanto trabalhava na Goupil & Cie.
Van Gogh rascunhou a construção georgiana de três andares de 1824 usando lápis e destaques em giz. Escreveu o nome da rua na parede e "Maison Loyer" no portão.

## Descoberta

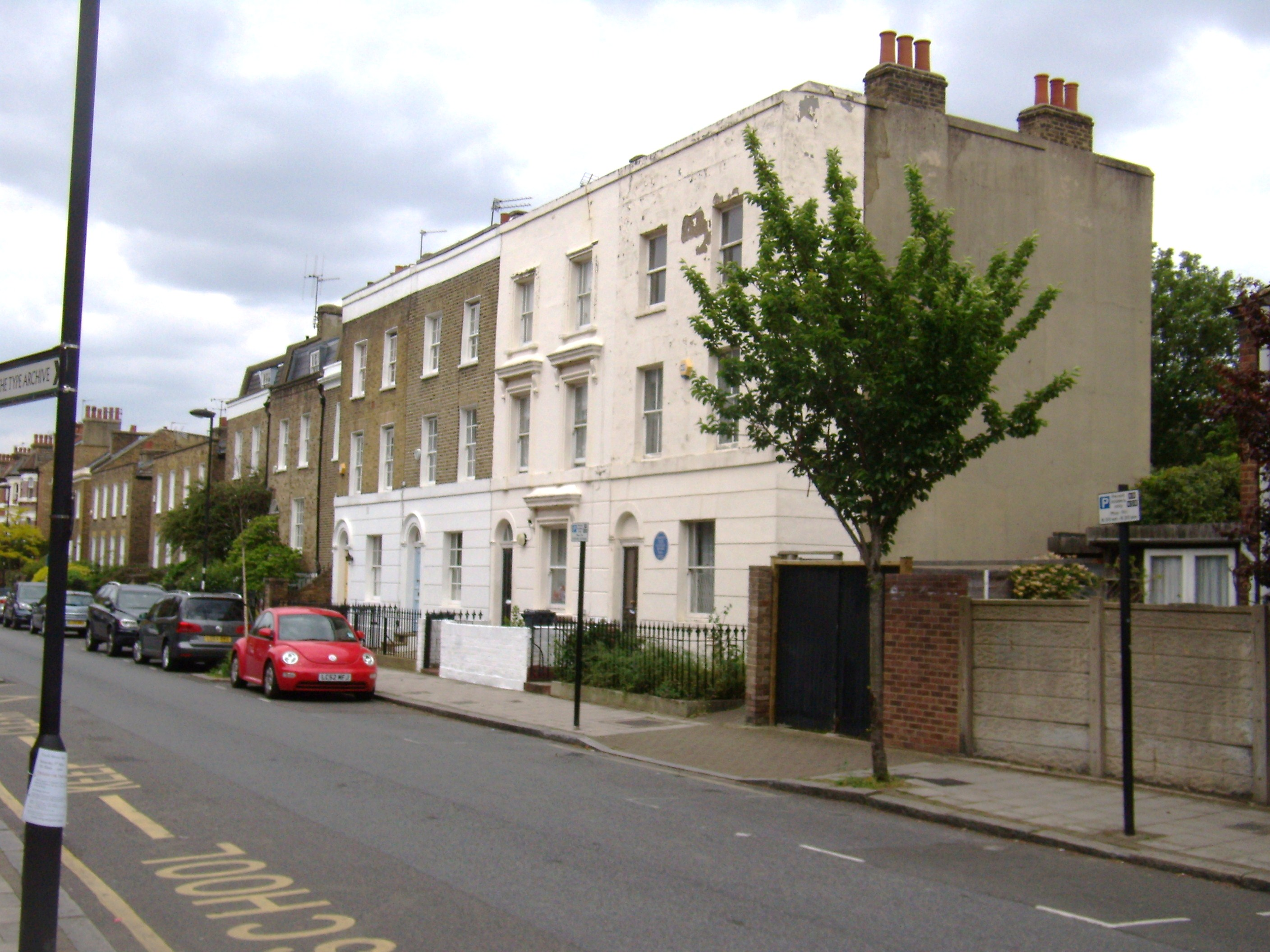
Casas da Rua Hackford em 2016.

Em 1973, enquanto pesquisava sobre Van Gogh, o jornalista Ken Wilkie visitou a neta de Eugenie, Kathleen Maynard, na sua casa em Devon, Inglaterra. Enquanto ela mostrava fotografias da família Loyer e da casa, Wilkie viu um desenho empoeirado e manchado de chá ou café na caixa onde as fotografias ficavam guardadas. Maynard lembrou que seu pai disse que teria sido desenhado por "um dos hóspedes de minha avó", e que "[o desenho] tem ficado guardado no sótão até onde consigo lembrar".
Wilkie reconheceu o local retratado como sendo a casa da Rua Hackford, indicando que aquele poderia ser um trabalho de Van Gogh. Com a permissão de Maynard, levou o desenho para os Países Baixos, onde Hans Jaffé, da Universidade de Amsterdã, uma autoridade no trabalho do artista, validou-o. No parágrafo final do relatório de Jaffe, lê-se:
Com base em evidência topográfica, a origem do desenho, mas especialmente com base no estilo empregado... Eu não hesito em reconhecer o desenho mostrado a mim como sendo obra de Vincent van Gogh do período de Londres (1873–1874).

## Exibição
Maynard cedeu o desenho para o Museu Van Gogh quando da reabertura da instituição em 1973. Lá a obra ficou guardada por mais de três décadas, compondo exibições também no Museu Kröller-Müller e no Centro Barbican, em Londres. Maynard faleceu em 2000. Em 2005 sua filha Anne Shaw solicitou a devolução do desenho, que permanece sob posse da família.